# Smerekovo, Velîkîi Bereznîi
Smerekovo (în ucraineană Смереково) este o comună în raionul Velîkîi Bereznîi, regiunea Transcarpatia, Ucraina, formată numai din satul de reședință.

## Demografie
Componența lingvistică a comunei Smerekovo
     Ucraineană (99,74%)
Conform recensământului din 2001, majoritatea populației comunei Smerekovo era vorbitoare de ucraineană (99,74%), existând în minoritate și vorbitori de alte limbi.